# Andrzej Rogowski
Andrzej Rogowski (ur. 17 stycznia 1933, zm. 26 stycznia 1997) – polski działacz sportowy, piłkarz grający na pozycjach bramkarza i napastnika, koszykarz, trener koszykarski.

## Życiorys
Grę w piłkę nożną rozpoczął w Garbarni Brzeg. Początkowo występował w ataku, następnie został bramkarzem. Wyjechał do Łodzi i występował w ŁKS-ie Łódź. Następnie został zawodnikiem Budowlanych Opole. Zamieszkał w Prudniku i został bramkarzem Pogoni Prudnik. W latach 1953–1954 występował w Wiśle Kraków, po czym wrócił do Prudnika i do 1968 kontynuował grę w Pogoni Prudnik jako bramkarz i – okazjonalnie – środkowy napastnik. Występował w reprezentacji Polski juniorów w piłce nożnej. Pracował w Zakładach Przemysłu Bawełnianego „Frotex”.

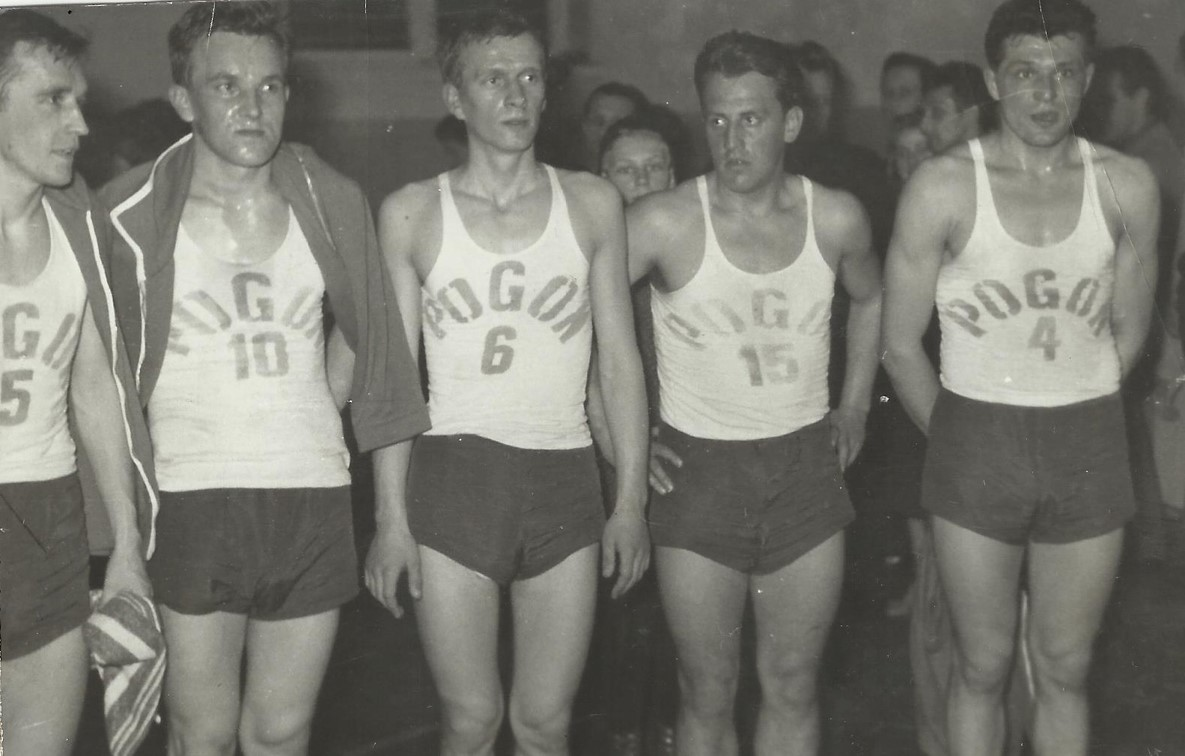
Rogowski (z numerem 5) w koszykarskiej Pogoni Prudnik (1963)

Od 1954 Rogowski był pierwszym trenerem, a jednocześnie zawodnikiem sekcji koszykarskiej Pogoni Prudnik. Został powołany na trenera koszykarskiej reprezentacji województwa opolskiego seniorów, a następnie juniorów. W 313 meczach w koszykarskiej Pogoni zdobył łącznie 3490 punktów (średnio 11,2 punktów na mecz). Jego wychowankami byli m.in. Adam Dudek i Zenon Zaczyński.
Z pełnienia funkcji trenera zrezygnował w 1976. W 1985, z okazji 40-lecia istnienia Pogoni Prudnik, Rogowski otrzymał Medal 40-lecia Polski Ludowej oraz legitymację zasłużonego działacza klubu.

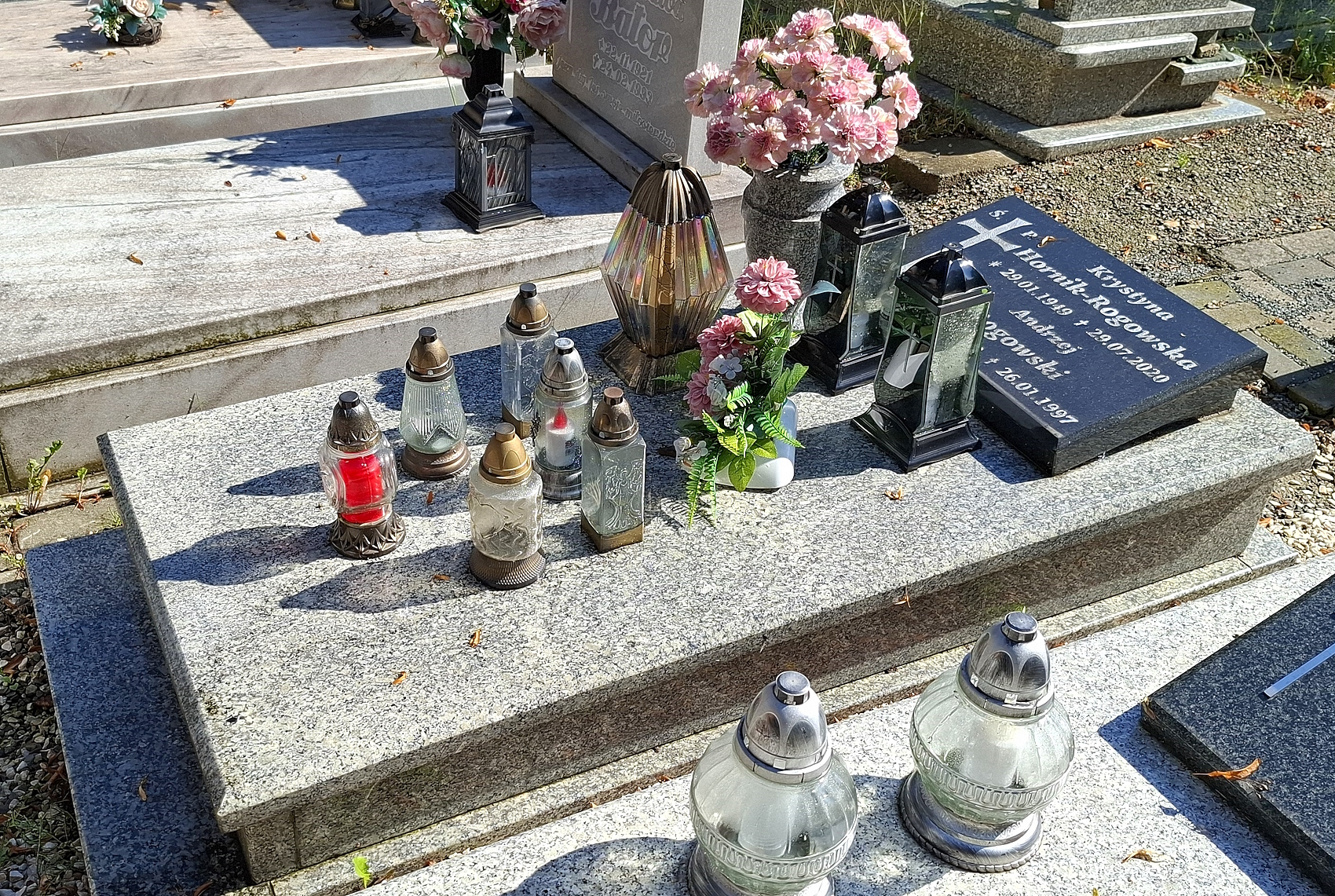
Grób Andrzeja Rogowskiego w Prudniku

Zmarł 26 stycznia 1997. Został pochowany na cmentarzu komunalnym w Prudniku. W 1998 w Prudniku odbył się Turniej Koszykówki Seniorów im. Andrzeja Rogowskiego, w którym wzięły udział Piast Cieszyn, Bobry Bytom, Mickiewicz Katowice, Odra Wodzisław Śląski i Pogoń Prudnik.